# جان إرفين
جان إرفين (بالإنجليزية: Jean Neill Erwin)‏ هي ممرضة نيوزيلندية، ولدت في 25 يناير 1890، وتوفيت في 24 يوليو 1969.